# Граф Эглинтон

Герб графов Эглинтон и Уинтон

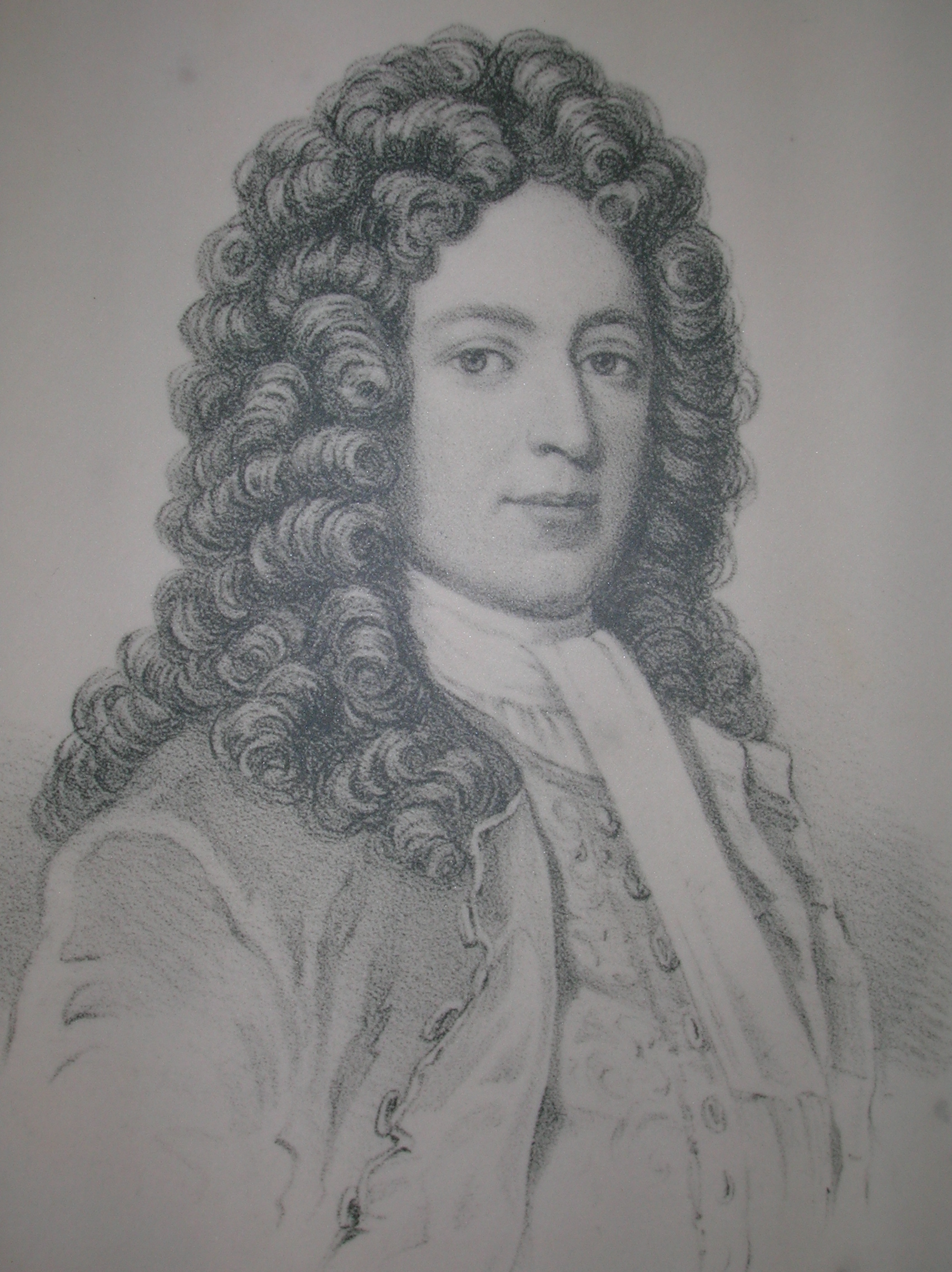
Александр Монтгомери, 9-й граф Эглинтон

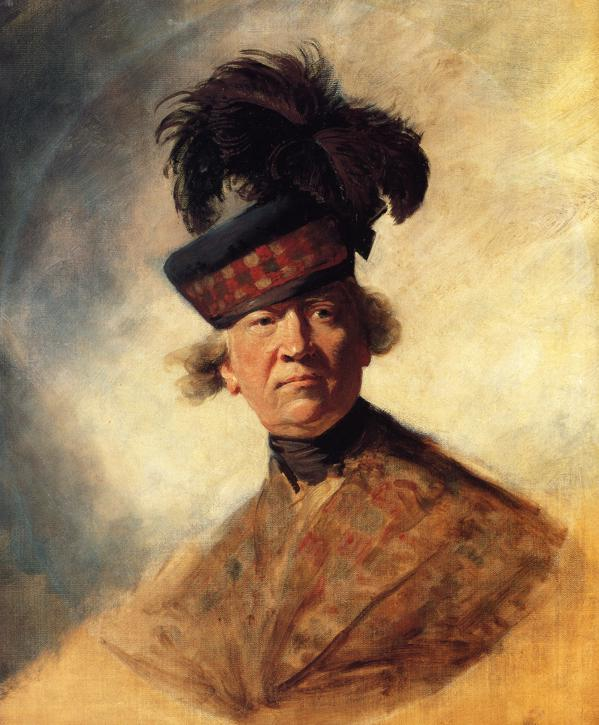
Арчибальд Монтгомери, 11-й граф Эглинтон

Граф Эглинтон (англ. Earl of Eglinton) — наследственный титул в системе пэрства Шотландии. Титул был создан в 1508 году для Хью Монтгомери, 2-го лорда Монтгомери (ок. 1460 — 1545).
В 1858 году Арчибальд Монтгомери, 13-й граф Эглинтон (1812—1861), получил титул графа Уинтона (Пэрство Соединённого королевства), который давал ему и его потомкам автоматическое место в Палате лордов Великобритании. С 1858 года титулы графов Эглинтона и Уинтона были объединены. Кроме того, существуют дополнительные титулы: лорд Монтгомери (1449) в системе Пэрства Шотландии, барон Ардроссан (1806) и барон Сетон и Транент (1859) в системе Пэрства Соединённого королевства.
Графы Эглинтон являются наследственными вождями клана Монтгомери.
Родовое гнездо — Эглинтон в окрестностях Эрвина в области Эрвин (город) (Шотландия).

## Лорды Монтгомери (1449)
- 1449—1470: Александр Монтгомери, 1-й лорд Монтгомери (ум. ок. 1470), старший сын Джона Монтгомери из Ардроссана (ум. 1426/1429);
- 1470—1545: Хью Монтгомери, 2-й лорд Монтгомери (ок. 1460 — июнь 1545), старший сын Александра Монтгомери, мастера Монтгомери (ум. 1452), внук предыдущего, граф Эглинтон с 1508 года.

## Графы Эглинтон (1508)

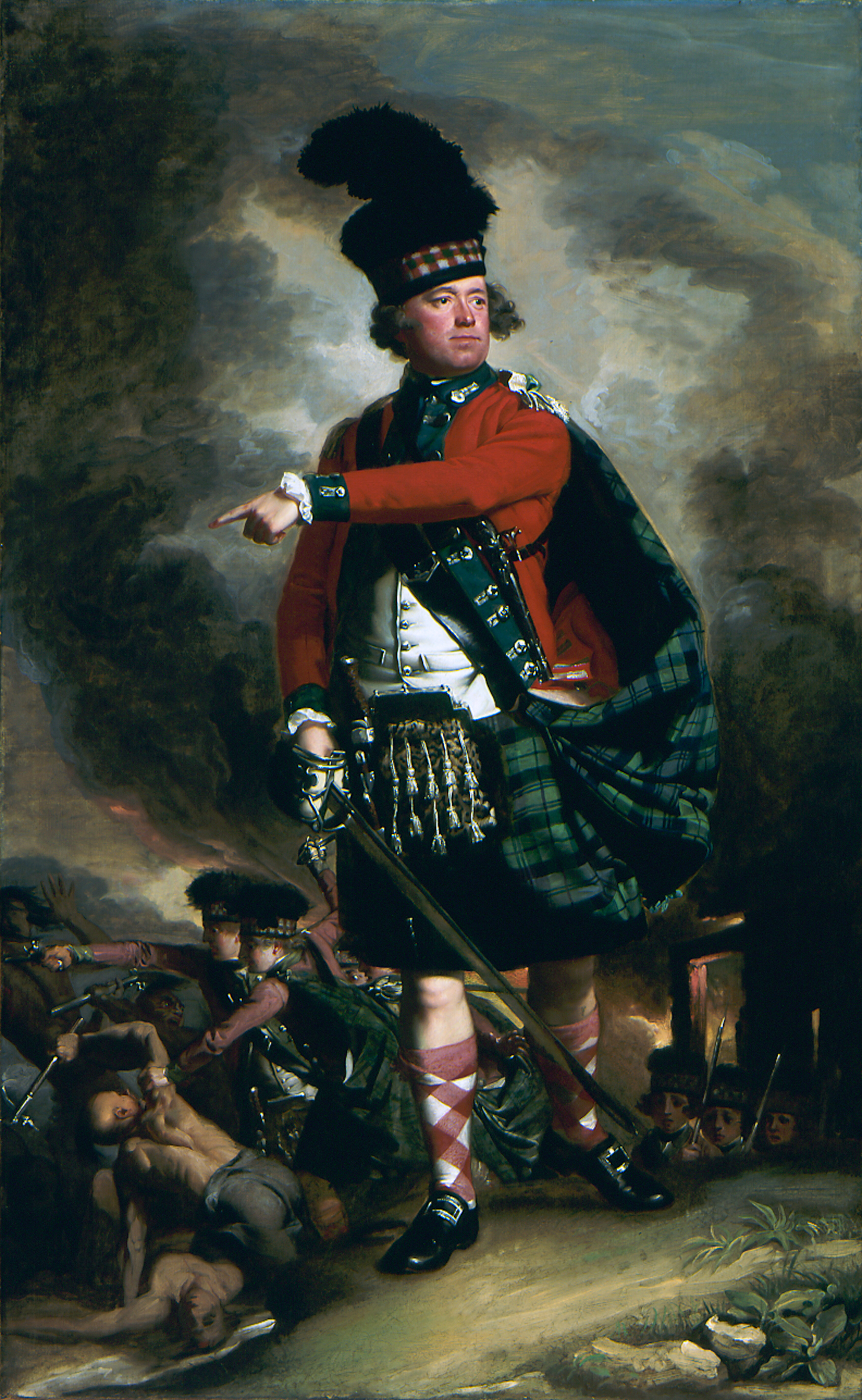
Хью Монтгомери, 12-й граф Эглинтон

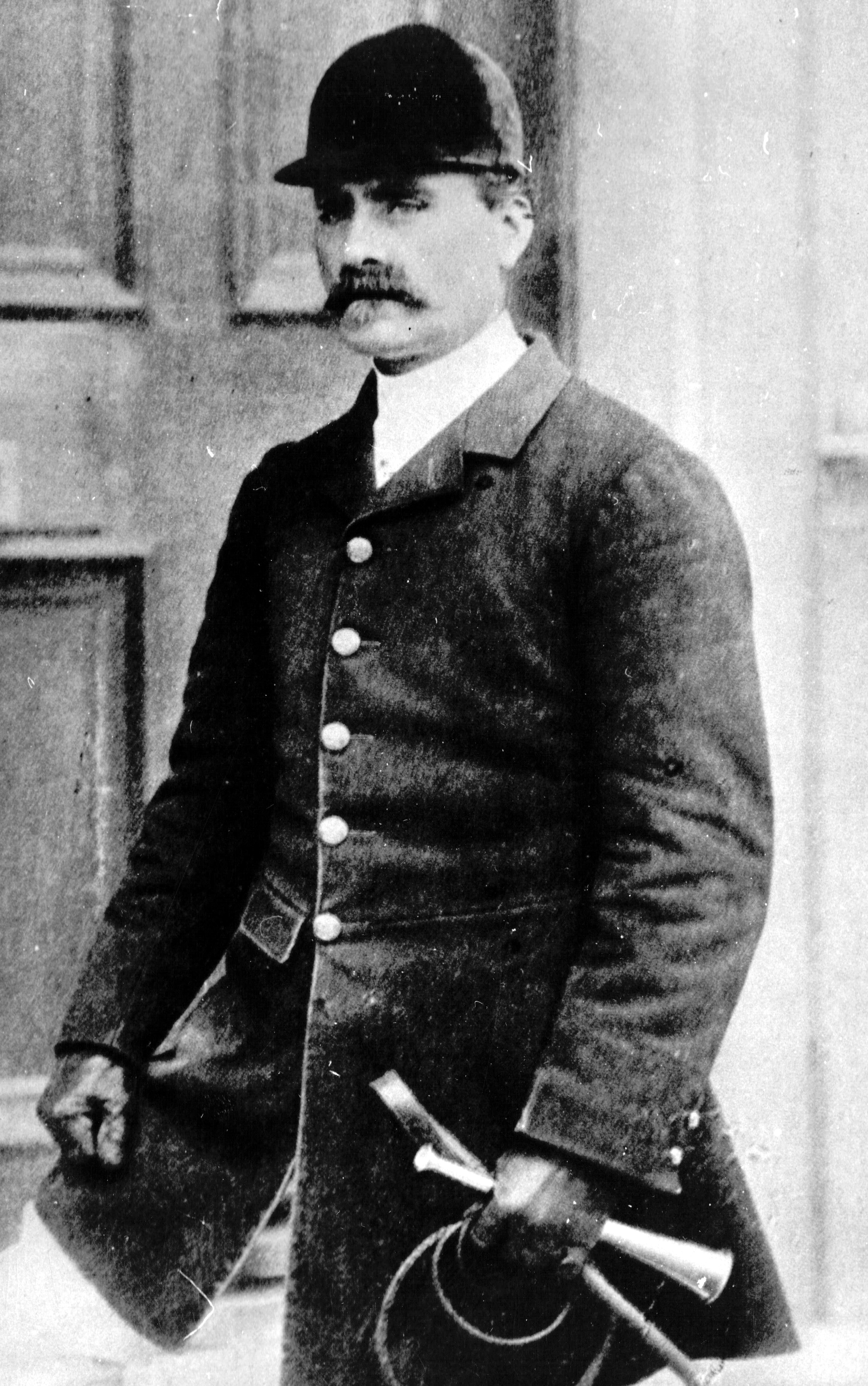
Джордж Арнульф Монтгомери, 15-й граф Эглинтон

- 1508—1545: Хью Монтгомери, 1-й граф Эглинтон (ок. 1460 — июнь 1545), старший сын Александра Монтгомери, мастера Монтгомери (ум. 1452), внук 1-го лорда Монтгомери;
- 1545—1546: Хью Монтгомери, 2-й граф Эглинтон (ум. 3 сентября 1546), сын Джона Монтгомери, мастера Эглинтона (ум. 1520) и внук 1-го графа Эглинтона;
- 1546—1585: Хью Монтгомери, 3-й граф Эглинтон (1531? — 3 июня 1585), сын предыдущего;
- 1585—1586: Хью Монтгомери, 4-й граф Эглинтон (1563—1586), старший сын предыдущего;
- 1586—1612: Хью Монтгомери, 5-й граф Эглинтон (1584 — 12 сентября 1612), сын предыдущего;
- 1612—1661: Александр Монтгомери, 6-й граф Эглинтон (1588 — 7 января 1661), сын Роберта Сетона, 1-го графа Уинтона (1552—1603) и Леди Маргарет Монтгомери (ум. 1624), дочери 3-го графа Эглинтона;
- 1661—1669: Хью Монтгомери, 7-й граф Эглинтон (8 апреля 1613 — февраль 1669), сын предыдущего;
- 1669—1701: Александр Монтгомери, 8-й граф Эглинтон (ум. 1701), сын предыдущего;
- 1701—1729: Александр Монтгомери, 9-й граф Эглинтон (ок. 1660 — 18 февраля 1729), старший сын предыдущего;
- 1729—1769: Александр Монтгомери, 10-й граф Эглинтон (10 февраля 1723 — 25 октября 1769), второй сын предыдущего от третьего брака;
- 1769—1796: Арчибальд Монтгомери, 11-й граф Эглинтон (18 мая 1726 — 30 сентября 1796), младший сын предыдущего от третьего брака;
- 1796—1819: Хью Монтгомери, 12-й граф Эглинтон (5 ноября 1739 — 14 декабря 1819), сын Александра Монтгомери (ум. 1783), внук Хью Монтгомери и правнук полковника Хью Монтгомери (ум. 1675), сына 6-го графа Эглинтона;
- 1819—1861: Арчибальд Уильям Монтгомери, 13-й граф Эглинтон, 1-й граф Уинтон (29 сентября 1812 — 4 октября 1861), сын генерал-майора Арчибальда Монтгомери, лорда Монтгомери (1773—1814) и внук 12-го графа Эглинтона;
- 1861—1892: Арчибальд Уильям Монтгомери, 14-й граф Эглинтон, 2-й граф Уинтон (3 декабря 1841 — 30 августа 1892), старший сын предыдущего от второго брака;
- 1892—1919: Джордж Арнульф Монтгомери, 15-й граф Эглинтон, 3-й граф Уинтон (23 февраля 1848 — 10 августа 1919), младший брат предыдущего;
- 1919—1945: Арчибальд Сетон Монтгомери, 16-й граф Эглинтон, 4-й граф Уинтон (23 июня 1880 — 22 апреля 1945), старший сын предыдущего;
- 1945—1966: Арчибальд Уильям Александр Монтгомери, 17-й граф Эглинтон, 5-й граф Уинтон (16 октября 1914—1966), старший сын предыдущего от первого брака;
- 1966—2018: Арчибальд Джордж Монтгомери, 18-й граф Эглинтон, 6-й граф Уинтон (27 августа 1939 — 14 июня 2018), единственный сын предыдущего;
- 2018 — настоящее время: Хью Арчибальд Уильям Монтгомери, 19-й граф Эглинтон, 7-й граф Уинтон (род. 24 июля 1966), старший сын предыдущего;
  - Наследник: достопочтенный Рурид Сетон Арчибальд Монтгомери, лорд Монтгомери (род. 4 марта 2007), единственный сын предыдущего;
    - Второй наследник: достопочтенный Уильям Джон Монтгомери (род. 4 октября 1968), второй сын 18-го графа Эглинтона.